# Cesario d'Arles
Cesario d'Arles (Chalon-sur-Saône, 470 circa – Arles, 27 agosto 542) è stato un monaco cristiano e arcivescovo cattolico francese di origine romana, divenuto arcivescovo di Arles. È venerato come santo dalla Chiesa cattolica. Si conosce la sua biografia grazie  alla Vita di Cesario, scritta poco dopo la sua morte da tre vescovi e due suoi subordinati.

## Biografia

### Primi anni e formazione
Nacque dalla cattolica gens Firmina (la stessa gens del coevo vescovo Ennodio) intorno al 470 a Chalon-sur-Saône, nella provincia della Gallia Lugdunensis I, allora nel territorio dei Burgundi. Verso i diciotto anni entrò nel clero di Chalon, ma dopo due anni si trasferì come monaco nel monastero di Lérin, diventando allievo di Giuliano Pomerio. Per motivi di salute, nel 499 dovette abbandonare il monastero di Lérin e fu accolto dallo zio Eonio di Arles, arcivescovo di Arles, nel clero di quella Chiesa, ove fu ordinato prima diacono e poi sacerdote. Cesario fu designato quindi come abate per ristabilire l'ordine in un monastero nel quartiere di Trinquetaille o, più probabilmente, nell'Isola di la Cappe, sul fiume Rodano, fuori dalle mura di Arles, città in territorio visigoto.

### Vescovo di Arles
Divenne vescovo di Arles nel 502 su designazione di Eonio. La sua azione nella chiesa ad Arles trovò presto dei contrasti e fu accusato di collaborare coi Burgundi. Fu quindi esiliato da Alarico II a Bordeaux, dove rimase fino al 506. In quello stesso anno presiedette il Concilio di Agde. Nel 507 Alarico affrontò i Franchi e i Burgundi a Vouillé, dove rimase ucciso e Arles venne messa sotto assedio. Nel 508 la spartizione assegnò Arles agli Ostrogoti di Teodorico e ciò consentì all'episcopato di Cesario di avere un lungo periodo di serenità, permettendo al vescovo di dedicarsi all'attività conciliare e all'organizzazione della vita religiosa nella sua diocesi. Nel 512 consacrò il monastero femminile di San Giovanni, alla cui guida mise come badessa la sorella Cesaria. La regola che Cesario diede al monastero diventò la regola standard per i monasteri femminili nei secoli successivi; inoltre diede anche una nuova regola al monastero maschile di Arles, ma questa non fu seguita da altri centri religiosi.
Nel 513 fece un lungo viaggio fino a Ravenna da Teodorico per difendersi da alcune accuse politiche e venne assolto dal re. Insieme a Teodorico si recò a Roma da papa Simmaco e, grazie anche all'influenza di Teodorico, papa Simmaco riconobbe la devozione del vescovo di Arles, imponendogli il pallio; questa è la più antica imposizione del pallio conosciuta. Nel 514 Cesario tornò ad Arles con il pallio e con il titolo di primate della Gallia e della Spagna conferitogli dal papa. Con la nuova autorità di primate indisse svariati concili e sinodi di grande importanza, come quelli del 524, 527, 529 e 533, per l'organizzazione cattolica successiva. Cesario presiedette vari concili anche in città diverse da Arles, che affrontarono problemi sia contingenti sia di largo respiro, come ad esempio la regolamentazione della vita interna della Chiesa, l'evangelizzazione, le campagne (fu Cesario che divise per primo il contado in parrocchie) e questioni dottrinali, come la questione del Semipelagianesimo.
In un sinodo da lui presieduto, venne condannato il vescovo di Riez, Contumelioso, alla reclusione in un convento a causa della sua condotta riprovevole: nel 533 papa Giovanni II confermò la condanna di Contumelioso deponendolo e nominando Cesario amministratore pro tempore della diocesi di Riez fino alla nomina del successore di Contumelioso. Nel 535 partecipò al Concilio di Clermont. Nel 536 Arles passò sotto il controllo dei Franchi. Nonostante essi fossero cattolici, ciò non rese più facile l'attività del vescovo, perché il re franco voleva accentrare su di sé anche le decisioni in ambito religioso.
Cesario morì ad Arles nel 542, dopo 40 anni di episcopato.

## Opere
Fu molto attivo nel campo della predicazione e scrisse pure svariate opere. Si ricordano una compilazione sull'Apocalisse, alcuni lavori esegetici contro gli ariani e i pelagiani (il Libellus de mysterio sanctae Trinitatis, il Breviarium adversus haereticos, un Opusculum de gratia), due Regulae (una per i monaci, l'altra per le vergini) e un Testamentum.
Sono però i Sermones che ci offrono un interessante quadro del suo animo e della società dell'epoca. Le versioni conosciute sono in numero di 238, anche se non tutte autentiche. In uno stile particolarmente dimesso, elaborato proprio per accostarsi alle esigenze dei fedeli meno colti, Cesario fornisce esortazioni a preti e monaci, commenta testi biblici e illustra feste liturgiche inserendo, senza citarli, estesi brani di autori patristici (soprattutto Sant’Agostino).
Data la partecipazione del vasto pubblico ai sermoni dei vescovi nel periodo tardoantico e medievale, che avevano preso il posto a un'oratoria pagana elitaria, in auge fino al IV e V secolo, il principio basilare di Cesario d'Arles fu quello dell'uso di un sermo pedestris, un linguaggio semplice e comprensibile anche da chi non è acculturato o non abbia mai frequentato scuole, gli illitterati.

## Le regole
Le due regole monastiche proposte da Cesario sono particolarmente degne di nota per almeno due fattori: per quanto riguarda la regola delle vergini, è da notare il fatto che si tratta del primo caso in assoluto di una regola monastica rivolta esclusivamente ad un pubblico femminile; il secondo fattore notevole è da ricercarsi nelle grandi somiglianze che accomunano le regole di Cesario con quella, molto più celebre, di san Benedetto da Norcia. Viste le attinenze tra i due precetti, è legittimo pensare ad una sorta di reciproca dipendenza, ma sfortunatamente non è possibile dire con certezza quale dei due legislatori abbia avuto l'altro come fonte: il fatto che Cesario inizi a scrivere la sua regola delle Vergini attorno al 512, cioè quasi 10 anni prima rispetto a Benedetto, fa pensare che sia l'abate di Norcia ad aver attinto e non viceversa, ma è altrettanto vero che l'opera cesariana fu ultimata, dopo una lunga serie di correzioni, solo nel 534, non permettendoci di capire quali parti appartenessero alla redazione originale. Gli studiosi che si sono dedicati a questo argomento sono in disaccordo tra loro, dando vita ad una questione sulla Regola di san Benedetto. La storia dei due personaggi e delle loro scritture, almeno indirettamente, si incrocia nel misterioso Protocenobio di San Sebastiano di Alatri, luogo ove si presume sia stata redatta la Regola del Maestro, soprattutto per la volontà del patrizio romano Pietro Marcellino Felice Liberio, già Prefetto delle Gallie, che ne ordinò la costruzione sul sito ove originariamente sorgeva la sua villa.